# 경남과학기술대학교
경남과학기술대학교(慶南科學技術大學校, Gyeongnam National University of Science and Technology)는 대한민국 경상남도 진주시에 위치했던 국립 대학이다. 1910년 설립되어, 2021년 2월부로, 경상대학교와 통합하여 경상국립대학교 칠암캠퍼스로 개편되었다.

## 연혁
- 1910년 4월 30일 공립: 진주실업학교로 개교
- 1911년 11월 1일: 진주공립농업학교로 개칭
- 1946년 3월 1일: 진주공립농림학교로 개칭
- 1946년 8월 31일: 진주농림중학교로 개칭
- 1948년 10월 20일: 초급 진주농과대학으로 개칭
- 1951년 8월 31일: 진주농림고등학교로 개칭 (진주남중학교 분리 개교)
- 1953년: 국립 진주농과대학으로 개칭
- 1965년: 국립 진주농림고등전문학교로 개칭
- 1973년: 국립 진주농림전문학교로 개칭
- 1979년: 국립 진주농림전문대학으로 개칭
- 1993년: 4년제 산업대학으로 승격, '국립 진주산업대학교'로 교명 변경
- 2011년: 산업대학에서 일반대학으로 전환, '국립 경남과학기술대학교(GNTECH)'로 교명 변경
- 2018년: 교육부 대학기본역량진단평가 결과 역량강화대학 선정 및 조건부 일반재정지원[2]
- 2021년: 경상대학교와 통합, 경상국립대학교 칠암캠퍼스로 개편

## 교육편제
다음은 경남과학기술대학교가 폐지되기 직전까지 남아있던 학제이다.

### 학부
| 생명자원과학대학                                        | 생명자원과학대학                    |
| ------------------------------------------------------- | ----------------------------------- |
| - 농학한약자원학부 - 동물생명과학과 - 산림자원학과      | - 원예학과 - 동물소재공학과         |
| 바이오과학대학                                          |                                     |
| - 식품과학부 - 간호학과                                 | - 제약공학과                        |
| 건설환경공과대학                                        |                                     |
| - 토목공학과 - 조경학과 - 환경공학과                    | - 인테리어재료공학과 - 건축공학과   |
| 융합기술공과대학                                        |                                     |
| - 에너지공학과 - 기계공학과 - 컴퓨터공학과 - 전자공학과 | - 메카트로닉스공학과 - 자동차공학과 |
| 조형디자인대학                                          |                                     |
| - 텍스타일디자인학과                                    | - 건축학과(5년제)                   |
| 인문사회과학대학                                        |                                     |
| - 아동가정복지학과                                      | - 영어학과                          |
| 상경대학                                                |                                     |
| - 산업경제학과 - 회계정보학과                           | - 벤처경영학과 - 전자상거래무역학과 |

### 대학원
- 일반대학원
- 특수대학원
  - 산업대학원
  - 사회복지대학원
  - 창업대학원

## 통합 과정
학령인구 감소 및 지방대 경쟁력 약화 등에 대처하기 위해 경상대학교와의 통합을 추진하고 있다. 인접 국립대학인 경상대학교와 연합대학을 구축한 후 2021년까지 대학 통합을 완성할 계획이다.
결국, 2021년 경상국립대학교로 출범한다.

## 같이 보기
- 경상국립대학교
- 경상대학교